# Opel Chevette
Der Opel Chevette war ein Pkw der unteren Mittelklasse, der von 1980 bis 1982 angeboten wurde. Er wurde von der britischen GM-Konzerntochter Vauxhall als linksgelenkte Version des von 1975 bis 1982 produzierten Modells Vauxhall Chevette hergestellt. Der Chevette war das britische GM-T-Car und entsprach bis auf die Frontgestaltung, die sogenannte Droop Snoot (deutsch etwa „Hängeschnauze“ oder „Hängenase“), die der des Opel Manta B ähnelte, sowie dem Motor mit 1256 cm³ Hubraum dem Opel Kadett C. 

## Geschichte
Der Opel Chevette wurde von Oktober 1980 bis April 1982 von Opel auf dem deutschen Markt angeboten. Opel wollte nach dem Auslaufen des populären Kadett C und dem Start des neuen Kadett D bis zur Einführung des neu entwickelten Corsa A ein noch billigeres Auto anbieten. Im Herbst 1979 wurde der Wagen überarbeitet.
Der Chevette wurde als zwei- oder viertürige Stufenhecklimousine, dreitürige Schräghecklimousine (CC) sowie dreitüriger Kombi (Estate) angeboten. Die verkaufte Stückzahl betrug 12.332 Exemplare. 
Die Technik kam nahezu ausschließlich von Vauxhall, was, angefangen bei zölligen Schrauben und Gewinden, häufig zu Problemen bei Reparaturen und der Ersatzteilversorgung führte.
Großer Aufwand wurde für den Korrosionsschutz betrieben. Der Karosseriekörper durchlief 10 Stadien der Rostschutzbehandlung und beinhaltete neben üblichen Schutzmaßnahmen auch verschiedene Pasten, einen sogenannten „Gummi-Harz-Zement“, aluminisierte Bitumen-Wachs-Masse und anderes mehr.

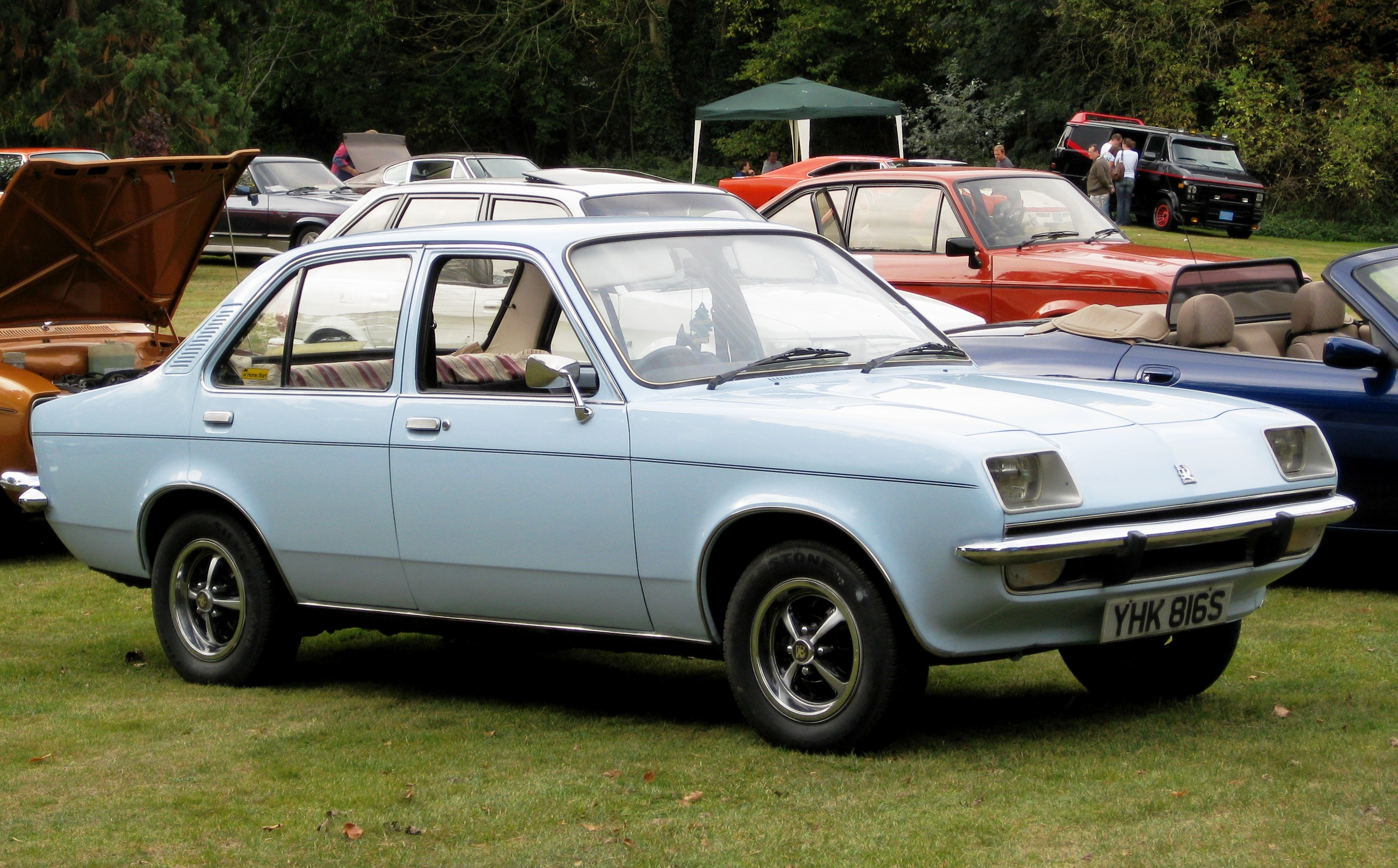
Vauxhall Chevette (1975–1979)
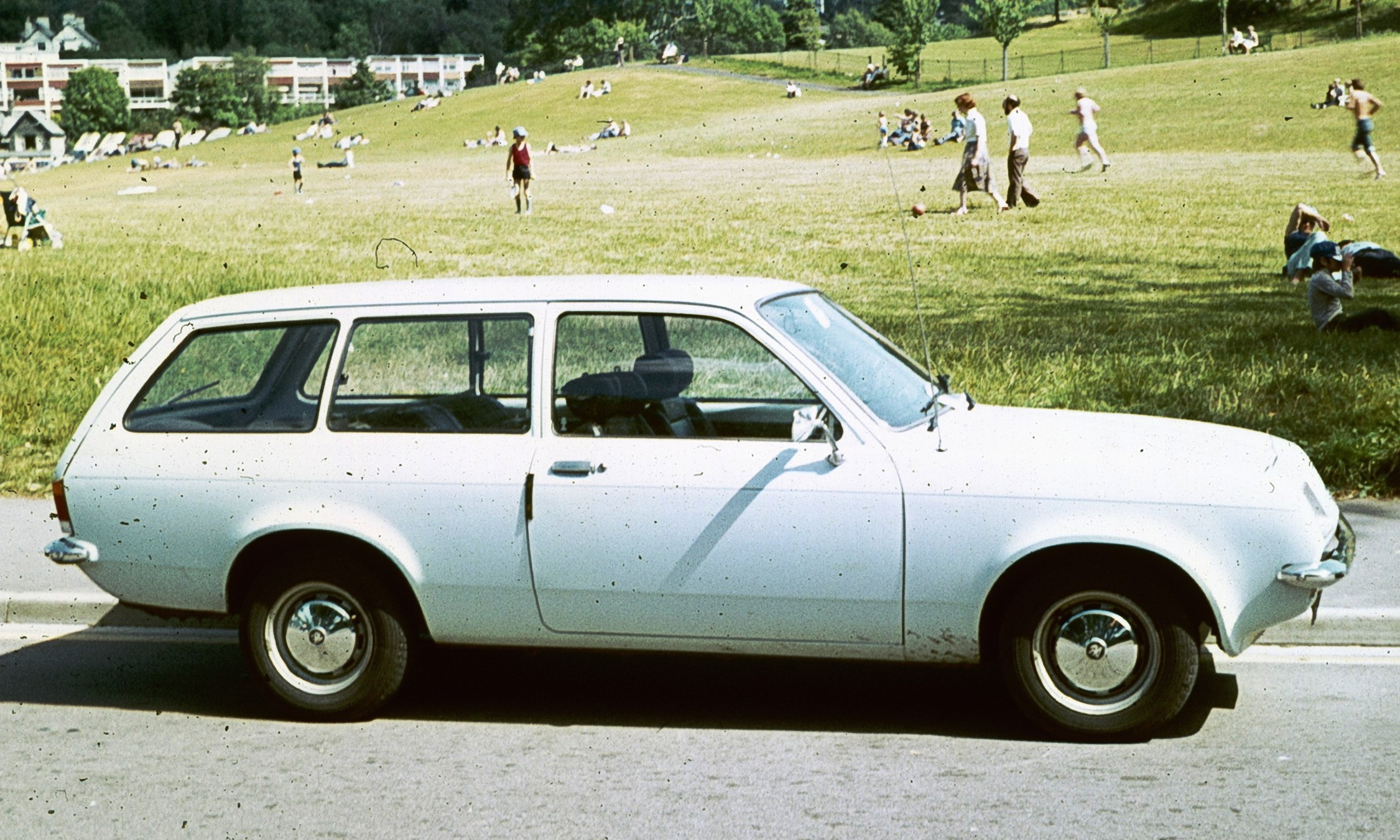
Vauxhall Chevette Estate (1975–1979)
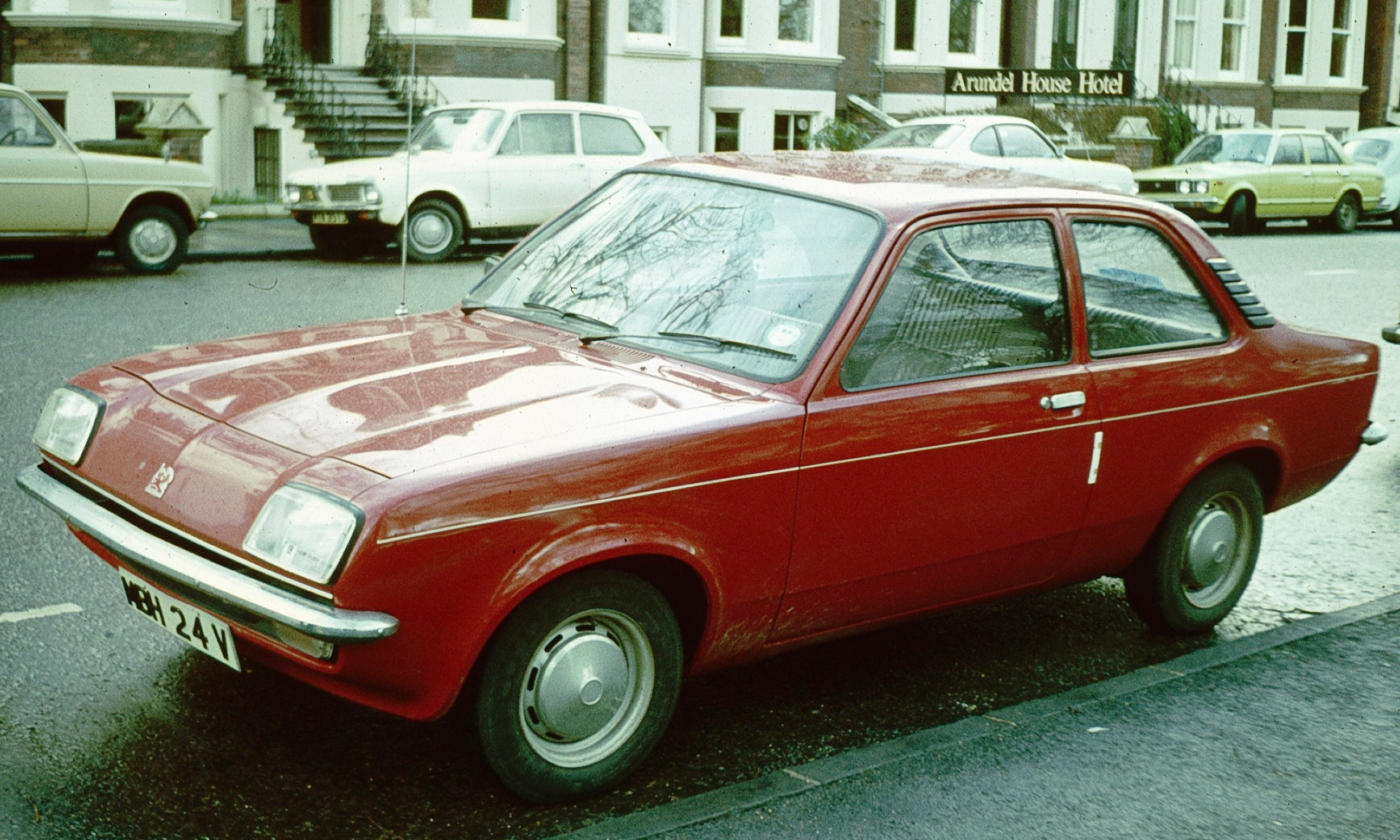
Vauxhall Chevette (1979–1982)
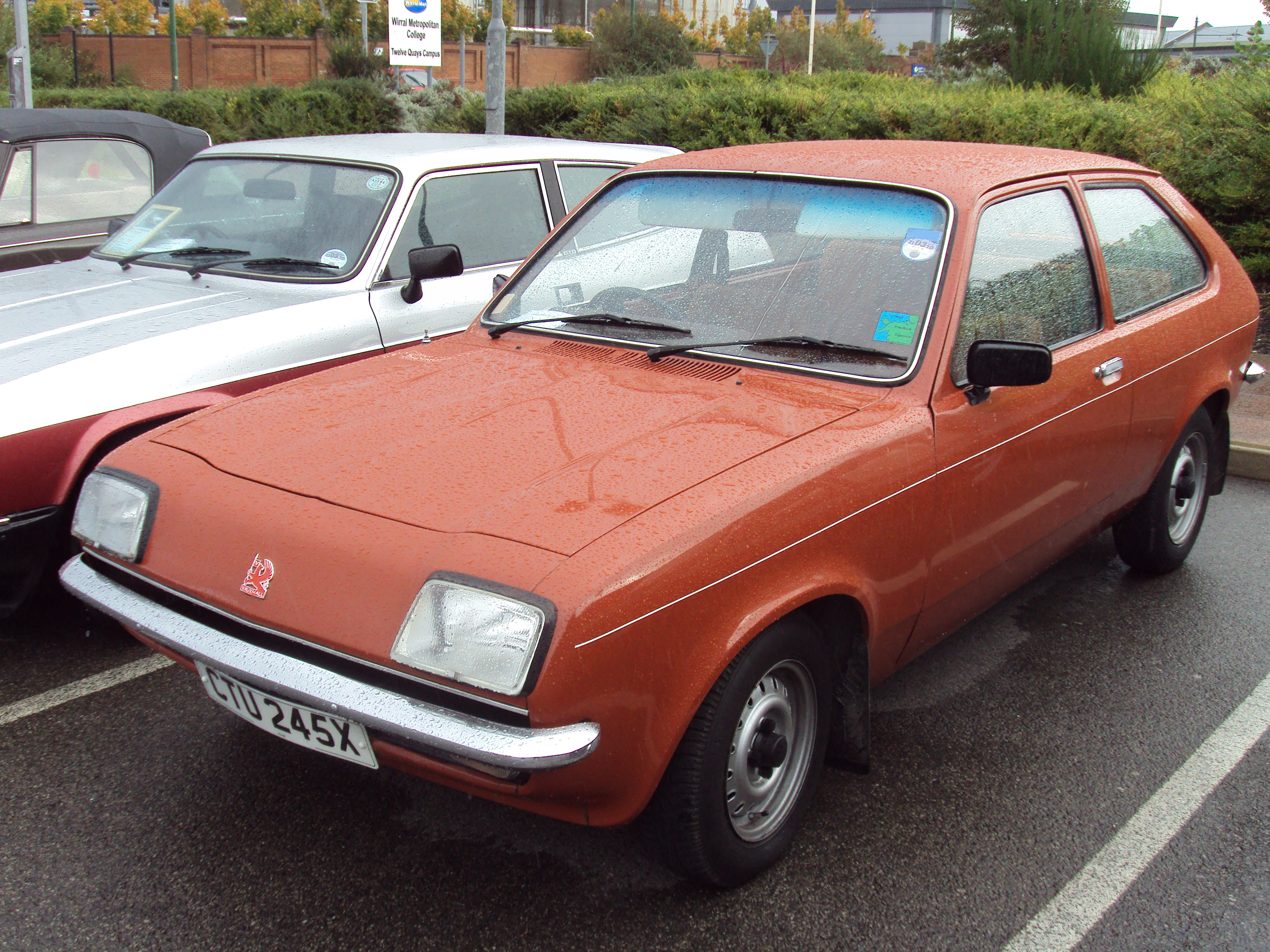
Vauxhall Chevette CC (1979–1982)